# Jorge Basurto
Jorge Luis Basurto (Buenos Aires, 1925 - ibídem, 16 de diciembre de 1992) fue un guionista humorístico argentino de vasta trayectoria artística.

## Carrera
Iniciado en el esplendor de la comicidad argentina, Jorge Basurto se destacó en la pantalla grande como guionista de películas interpretadas por notables actores de la escena nacional argentina como Alberto Anchart, Santiago Bal, Adolfo Linvel, Claudio García Satur, Alberto Olmedo, Jorge Porcel, Tato Bores, Javier Portales, Tristán, entre muchos otros.
Además de sus aportes para el cine también tuvo trascendentales participaciones en la televisión con numerosos programas cómicos, parodias y sátiras. En ella tuvo importantes colaboraciones por parte de Aldo Cammarota, y de su amigo, el actor, guionista y director Juan Carlos Mesa. También formó parte del panel de humoristas que contaban chistes en el programa de televisión Humor redondo, junto a Juan Carlos Mesa, Aldo Cammarota, Héctor Larrea y  Carlos Garaycochea.
Su hermano fue el también guionista Carlos Basurto.

## Filmografía
- * 1971: El veraneo de los Campanelli.
- * 1972: El picnic de los Campanelli.
- * 1974: Hay que romper la rutina.
- * 1975: Maridos en vacaciones.
- * 1977: Basta de mujeres.
- * 1977: Las turistas quieren guerra.[4][5]

## Televisión
- 1965: La matraca.
- 1965/1974: La tuerca.[6]
- 1967: El clan de Balá, con Carlos Balá.
- 1968/1973: Humor redondo.
- 1969/1974: Los Campanelli.
- 1970: Telepark.
- 1970: Atrás en la vía.
- 1971/1973: Las cosas de los Campanelli.
- 1972: El pastito.
- 1972: La cola del PRODE.
- 1972/1973: Gorosito y señora, con Santiago Bal y Susana Brunetti.
- 1973: El queso.
- 1973/1974: Porcelandia.[7]
- 1973/1976: El chupete.
- 1974: Hupumorpo.
- 1977: Llámele Hache.
- 1977: Dos a cero.
- 1978: Yo la vi primero, protagonizada por Edda Bustamante.
- 1978: El tío Porcel, con Jorge Porcel.
- 1978:  El mundo del espectáculo.[8]
- 1980/1981: Galería.
- 1981: Una noche con Estela Raval (un especial de ATC).[9]
- 1987: Las mil y una de Sapag, encabezada por Mario Sapag.
- 1991/1992:  Pizza Party.[10]